# Nisterberg
Nisterberg ist eine Ortsgemeinde im Landkreis Altenkirchen (Westerwald) in Rheinland-Pfalz. Sie gehört der Verbandsgemeinde Daaden-Herdorf an.

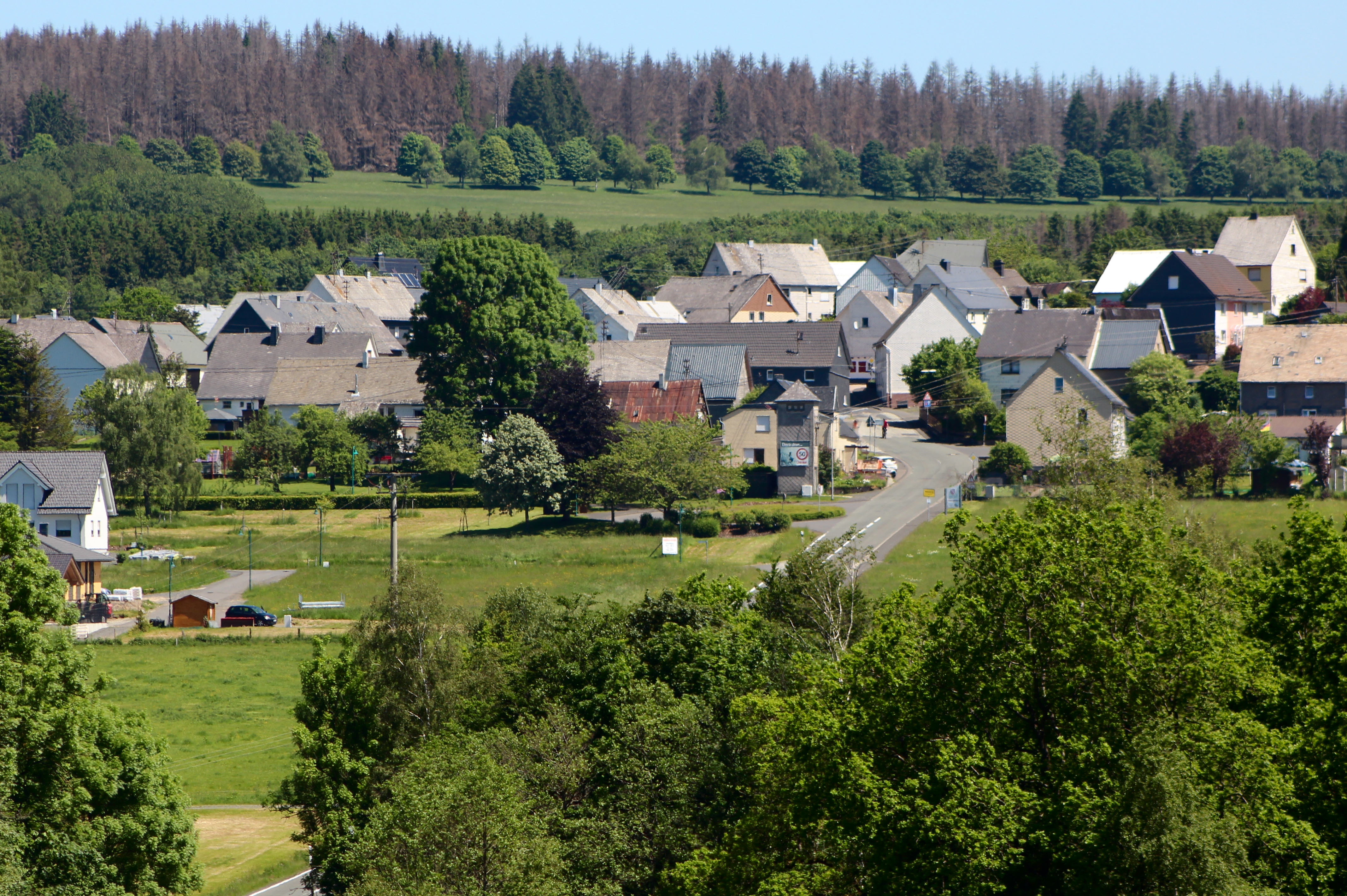
Ansicht von Nisterberg

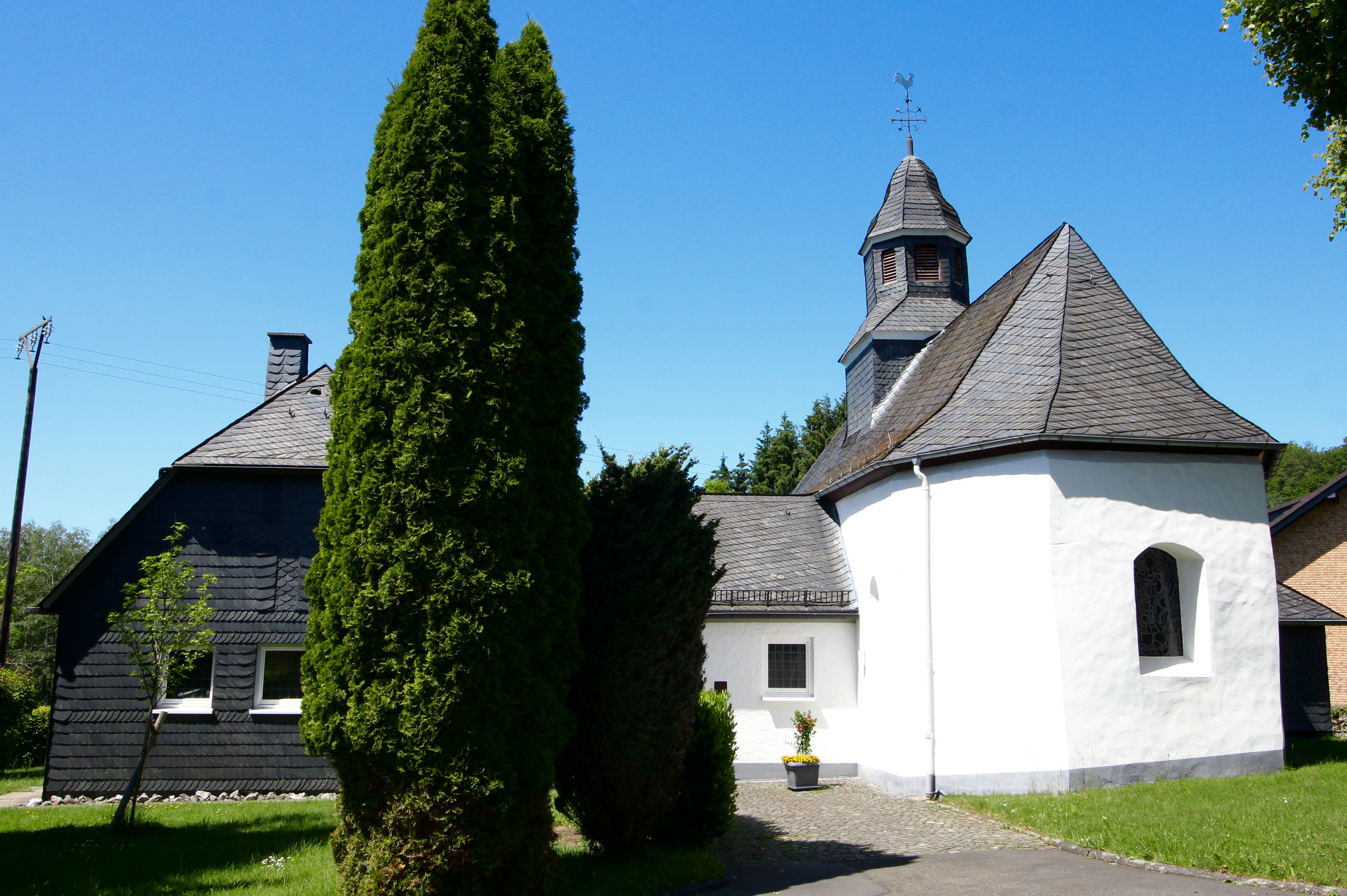
Die evangelische Johannes-Kapelle

## Geographie
Die Gemarkung Nisterberg grenzt an den Westerwaldkreis; Nachbarorte sind daher im Südwesten Lautzenbrücken, im Südosten Hof und im Süden Bad Marienberg, im Norden liegen Friedewald und Daaden. Am nördlichen Ortsausgang beginnt der Truppenübungsplatz Daaden, der sich auch über Teile der Gemeinden Langenbach, Friedewald, Derschen, Emmerzhausen, Hof und Stein-Neukirch rund um den Stegskopf erstreckt. Die Grüne Nister entspringt im Ortsgebiet, fließt durch den Ort und mündet im südwestlichen Gemeindegebiet in die Kleine Nister.

## Geschichte
Der Ort wurde 1262 erstmals urkundlich erwähnt.
1770 betrieb die Gemeinde Nisterberg eine Mühle, die zugleich Bannmühle der Gemeinde war.
Nisterberg gehörte bis zum Jahr 1806 zur Grafschaft Sayn-Altenkirchen und zum Kirchspiel Daaden. Die Grafschaft Sayn-Altenkirchen kam 1791 auf dem Erbweg zu Preußen und wurde 1803 im Reichsdeputationshauptschluss dem Fürstentum Nassau-Usingen zugesprochen. 1806 traten die beiden nassauischen Fürsten dem napoleonischen Rheinbund bei und die Region zählte von 1806 an zum Herzogtum Nassau. Aufgrund der auf dem Wiener Kongress (1815) getroffenen Vereinbarungen wurde das Gebiet der ehemaligen saynischen Grafschaften an das Königreich Preußen abgetreten.
Unter der preußischen Verwaltung wurde Nisterberg der Bürgermeisterei Daaden im neu errichten Kreis Altenkirchen zugeordnet, der von 1822 an zur Rheinprovinz gehörte.
Bevölkerungsentwicklung
Die Entwicklung der Einwohnerzahl von Nisterberg, die Werte von 1871 bis 1987 beruhen auf Volkszählungen:
| Jahr | Einwohner |
| 1815 | 215       |
| 1835 | 239       |
| 1871 | 259       |
| 1905 | 223       |
| 1939 | 301       |
| 1950 | 330       |

| Jahr | Einwohner |
| 1961 | 361       |
| 1970 | 404       |
| 1987 | 396       |
| 1997 | 459       |
| 2005 | 447       |
| 2023 | 347       |

## Politik

### Gemeinderat
Der Gemeinderat in Nisterberg besteht aus acht Ratsmitgliedern, die bei der Kommunalwahl am 9. Juni 2024 in einer Mehrheitswahl gewählt wurden, und der ehrenamtlichen Ortsbürgermeisterin als Vorsitzender.

### Bürgermeister
Ortsbürgermeisterin von Nisterberg ist Kirstin Höfer. Bei der Direktwahl am 26. Mai 2019 wurde sie mit einem Stimmenanteil von 84,24 % und am 9. Juni 2024 als einzige Bewerberin mit 87,0 % jeweils für fünf Jahre in ihrem Amt bestätigt.

## Kultur und Sehenswürdigkeiten

### Bauwerke
- Eine kleine Friedhofskapelle, die ev. Johannes-Kapelle.
- Der Backes, wo noch heute Backesbrot gebacken wird.
- Eine Turnhalle mit Tribüne, eine Kegelbahn, ein Dorfgemeinschaftshaus sowie eine Grillhütte.

### Regelmäßige Veranstaltungen
- Oktoberfest

### Kulturdenkmäler
- Liste der Kulturdenkmäler in Nisterberg